# Tasiujaq
Tasiujaq (inuktitut: ᑕᓯᐅᔭᖅ) är en nordlig bykommun (municipalité de village nordique) i provinsen Québec i Kanada. Den ligger i regionen Nord-du-Québec, i den östra delen av landet, 1 500 km norr om huvudstaden Ottawa. Antalet invånare var 420 vid folkräkningen 2021.